# ロバート・ジャクソン (法律家)
ロバート・ホウアウト・ジャクソン（Robert Houghwout Jackson, 1892年2月13日 - 1954年10月9日）は、アメリカ合衆国の法律家。訴務長官（1938-1940）、司法長官（1940-1941）、最高裁判所陪席判事（1941-1954）を歴任。ニュルンベルク裁判の主任検事も務めた。

## 経歴

### 前半生
ペンシルベニア州の農家の生まれ。父は製材所や宿屋、競走馬の厩舎などの経営を行っていた。五歳の頃、ニューヨーク州西部ジェームズタウンへ引っ越した。ニューヨーク州立大学オールバニ校のロースクールに通い、同校の修了証を受けたが、学位は取得していない。ジェームズタウンで弁護士として精力的に活動し、ジェームズタウンでは名の知れた人物となった。白人農場主を刺殺したとされて逮捕された貧しい黒人の弁護を依頼料なしで引き受けるなど弱者のための弁護活動を多くこなした。

### アメリカ政府高官に
ジャクソンは父の代から民主党の党員であり、1932年春に民主党の資金集めのパーティーに参加したが、当時問題となっていた民主党のニューヨーク市長ジミー・ウォーカーの汚職事件を誰も触れない事に失望し、彼が自分の演説の際にこの件を取り上げた。このことで民主党のニューヨーク州知事フランクリン・ルーズベルトに勇敢な男と注目された。
数ヵ月後にルーズヴェルトがアメリカ合衆国大統領になると彼からワシントンに招集され、ニューディール政策に税制法案の起草面で参画した。これがきっかけとなり、以降アメリカ合衆国連邦政府において急速に昇進した。司法省の反トラスト局長、訴訟長官を経て、1940年に47歳にして司法長官に就任した。ジャクソンはルーズヴェルトのお気に入りであり、ルーズヴェルトが第三期目の出馬をした際には副大統領候補にあげられていたが、ルーズヴェルトは「ボブ（ロバートの愛称）は紳士的すぎる」と述べて、結局副大統領にはせず、司法長官に留任させた。
1941年7月に連邦最高裁判所長官チャールズ・エヴァンズ・ヒューズが引退するとルーズヴェルトはその後任にジャクソンを考えたが、各方面から反対があり、結局、現職の最高裁陪席判事ハーラン・H・ストーンが昇格して最高裁長官となった。そしてストーンの後任の陪席判事としてジャクソンが任命されることとなった。ジャクソンはストーンの後任として最高裁長官になることを狙っていた。
他方で第二次世界大戦中、ルーズヴェルト政権下で進められていた日系人の強制収容には否定的で、コレマツ対アメリカ合衆国事件裁判では、戦時中における強制収容に対して異論を唱えた数少ない判事の一人だった。

### ニュルンベルク裁判
第二次世界大戦末期、ハリー・S・トルーマンよりアメリカ代表としてナチ戦犯を裁く法廷の準備を行い、その後その裁判で首席検事になるよう求められた。先例のない裁判であり、失敗すればジャクソンの経歴に傷が入り、彼の最高裁長官の夢が危うくなる恐れもあったが、彼は引き受けることにした。1945年5月2日にトルーマンより「戦犯訴追に関するアメリカ合衆国代表」に任じられた。
アメリカ代表ジャクソンはアメリカ軍が占領しているニュルンベルクでナチ戦犯法廷を開くことを希望し、イギリス代表とフランス代表から合意を得た。ソ連代表だけがソ連占領下のベルリンでの裁判にこだわったが、三対一でニュルンベルクに決定した。つづいてロンドン・英国国教会本部での会合においてジャクソンが中心となり、ニュルンベルク裁判に関するロンドン憲章を定めた。犯罪の定義、法廷の構成、訴訟手続き、刑罰などがこれにより定められた。さらに1945年9月5日にはワシントンでトルーマンと協議してアメリカ代表の首席判事をジャクソンの後任の司法長官フランシス・ビドルに決めた。

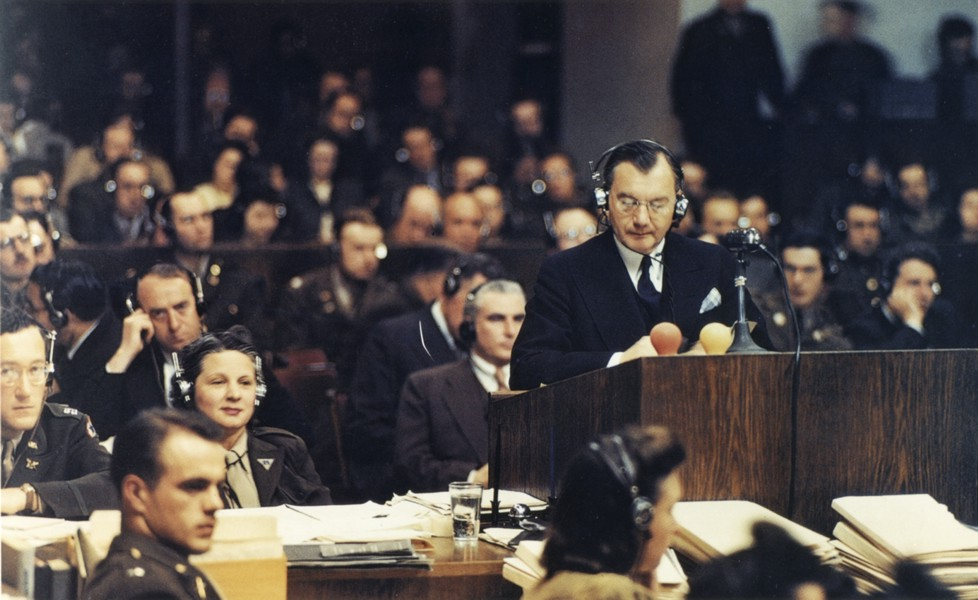
1945年11月20日、ニュルンベルク裁判で論告を行うロバート・ジャクソン。

1945年11月20日にニュルンベルク裁判が始まり、ジャクソンは検察を代表して論告を行った。
「我々が批難し、罰しようとする悪行は、極めて計画的かつ悪質で破壊的な物であり、文明世界はこれを見逃すことはできません。もしその悪行が繰り返されれば、文明世界は存続しえないからであります。
アメリカ首席検事として被告人達を厳しく追及したジャクソンだったが、詰めが甘く失態を演じる場面も目立った。たとえばゲーリングの反対尋問においてジャクソンが「ラインラント再武装計画を外国に隠して立てたのではないか」と追及したのに対して、ゲーリングから「有事に備えた戦時動員計画はどの国でも立てるもの」「アメリカが自らの戦時動員計画を事前に公表したという話を聞いたことがありませんが」と突っ込まれてしまい、回答に窮したジャクソンが取り乱すといった場面があった。
なおジャクソンはオランダ系アメリカ人であり、ユダヤ人ではないが、被告の一人ユリウス・シュトライヒャーはなぜかジャクソンをユダヤ人だと思っており、ジャクソンは偽名で彼の本名は「ヤコブソン（ジェイコブソン）」だと主張していた。

### 死去
ニュルンベルク裁判後、休職していた最高裁陪席判事に復帰し、1954年の死まで務めた。しかし目指していた連邦最高裁長官になることはできなかった。